# 7 februari
7 februari is de 38ste dag van het jaar in de gregoriaanse kalender. Hierna volgen nog 327 dagen (328 dagen in een schrikkeljaar) tot het einde van het jaar.

## Gebeurtenissen
- Algemeen
  - 1901 - Koningin Wilhelmina trouwt met Prins Hendrik. De Gouden Koets wordt daarbij voor het eerst gebruikt.
  - 1904 - Een groot deel van de Amerikaanse stad Baltimore brandt af.
  - 1908 - Op de rijksmarinewerf wordt de kiel gelegd van het pantserschip De Zeven Provinciën.
  - 1989 - Een Japanner die ervan wordt verdacht terroristische acties in de Verenigde Staten te willen ondernemen, wordt tot dertig jaar gevangenisstraf veroordeeld.
  - 2024 - Dicht bij de kust van Tobago kapseist een schip waarna een flinke olievlek ontstaat. De herkomst van het schip is onduidelijk, wel zien duikers de naam Gulfstream op de romp staan en treffen ze een kabel aan wat er op zou kunnen wijzen dat het schip gesleept werd.[1]
- Criminaliteit en veiligheid
  - 2003 - In de Colombiaanse hoofdstad Bogota kost een autobom in Club Nogal 36 levens. De aanslag wordt niet opgeëist.
  - 2005 - Het "monsterproces" tegen de Hofstadgroep begint.
  - 2013 - In Zuid-Afrika breekt een onverwacht grote volkswoede uit vanwege de dood van de 17-jarige Anene Booysen. Het meisje werd vijf dagen eerder op gruwelijke wijze gemarteld en verkracht door een groep mannen.
- Infrastructuur
  - 2003 - Gent introduceert gratis nachtbussen.
- Kunst en cultuur
  - 1917 - Lina Coen dirigeert een Grand Opera, als eerste vrouw ooit in de Verenigde Staten volgens de New York Times. Het betreft Carmen.
  - 2013 - De Vrijheid leidt het volk, het beroemde schilderij van de romantische schilder Eugène Delacroix, wordt door een bezoekster van het nieuwe Louvre-Lensmuseum met een markeerstift beklad.
- Media
  - 1831 - België - Oprichting van de krant L'indépendant.
  - 1992 - Eerste aflevering van Bassie en Adriaans serie De Geheimzinnige Opdracht.
- Muziek
  - 1970 - Shocking Blue heeft de eerste Nederlandse nummer 1-hit in de VS met Venus.[2]
- Politiek
  - 457 - Leo I wordt gekroond tot keizer van het Oost-Romeinse Rijk. Hij ontvangt als eerste de keizerskroon uit handen van de patriarch van Constantinopel.
  - 1831 - De Belgische Grondwet wordt afgekondigd. België wordt een parlementaire monarchie met scheiding van de drie machten: de wetgevende, de uitvoerende en de rechterlijke macht.
  - 1855 - Ondertekening van het Japans-Russisch vriendschapsverdrag (alias Verdrag van Shimoda).
  - 1933 - Op het gerucht dat Anton de Kom zal worden vrijgelaten, stroomt het Oranjeplein vol. Als de menigte weigert te vertrekken schieten de ordetroepen. Op deze Zwarte Dinsdag vallen 2 doden en 22 gewonden.
  - 1938 - België - Oprichting van twee cultuurraden: een Nederlandstalige en een Franstalige.
  - 1974 - Grenada wordt onafhankelijk van het Verenigd Koninkrijk.
  - 1986 - Dictator Jean-Claude Duvalier vlucht van Haïti naar Frankrijk.
  - 1992 - Ondertekening van het Verdrag van Maastricht betreffende de Europese Unie.
  - 1999 - Abdoellah II wordt koning van Jordanië.
  - 2012 - President Mohamed Nasheed van de Maldiven treedt af na hevige protesten.
  - 2013 - Na de moord op oppositieleider Chokri Belaïd kondigt de Tunesische premier Hamadi Jebali het aftreden van zijn regering aan. Tot aan de verkiezingen van juni zal een regering van technocraten het land leiden.
- Religie
  - 1550 - Kardinaal Giovanni del Monte wordt tot paus gekozen en neemt de naam Paus Julius III aan.
  - 1906 - Benoeming van Désiré-Joseph Mercier tot aartsbisschop van Mechelen en primaat van de Belgische kerkprovincie.
  - 1916 - Wales wordt een zelfstandige rooms-katholieke kerkprovincie met het Aartsbisdom Cardiff en het Bisdom Menevia.
  - 1950 - Wijziging van de naam van het Apostolisch vicariaat Batavia in Indonesië in Apostolisch Vicariaat Djakarta.
  - 1991 - Benoeming van André Léonard tot bisschop van Namen in België.
- Sport
  - 1912 - Coen de Koning wint de tweede Elfstedentocht in 11 uur en 40 minuten met een gemiddelde snelheid van 16,58 km/h.
  - 1942 - Het Uruguayaans voetbalelftal wint voor de achtste keer de Copa América door in de slotwedstrijd met 1-0 te winnen van Argentinië.
  - 1982 - Bettine Vriesekoop wint het Top-Twaalf Toernooi.
  - 2012 - Fabio Capello stapt op als bondscoach van het Engels voetbalelftal vanwege het recente besluit van de Engelse bond (FA) om John Terry het aanvoerderschap van de nationale ploeg te ontnemen.
  - 2014 - In Sotsji, Rusland, worden de XXIIe Olympische Winterspelen geopend. De Spelen duren tot en met 23 februari.
  - 2022 - Ireen Wüst wint op 5 opeenvolgende Olympische Winterspelen een medaille: ze wint goud op de 1500 meter (schaatsen) en rijdt daarbij een olympisch record van 1:53.28. Antoinette de Jong pakt op dezelfde afstand brons.[3]
  - 2022 - Suzanne Schulting haalt het zilver op de 500 meter shorttrack bij de Olympische Winterspelen 2022.[4]
- Wetenschap en technologie
  - 1932 - James Chadwick publiceert in het tijdschrift Nature voor het eerst over het neutron, een deeltje zonder elektrische lading dat voorkomt in atoomkernen.
  - 1947 - Bij het dorp Qumran worden de Dode Zee-rollen gevonden. Ze bevatten onder meer fragmenten van bijna alle boeken van het Oude Testament.
  - 1958 - De Nederlandse autofabriek Daf introduceert de personenauto met 'het pientere pookje'.
  - 1984 - NASA astronaut Bruce McCandless maakt met behulp van een soort jetpack (Manned Maneuvering Unit) een ruimtewandeling zonder daarbij met kabels vast te zitten aan een ruimtevaartuig.[5]
  - 1999 - Lancering van de Stardust, het eerste ruimtetuig dat materiaal uit de staart van een komeet opvangt en terugbrengt naar de aarde.
  - 2008 - Spaceshuttle-vlucht STS-122 met de Columbus-module voor het internationale ruimtestation ISS wordt gelanceerd vanaf Cape Canaveral.
  - 2023 - Lancering van een Falcon 9 raket van SpaceX vanaf Kennedy Space Center Lanceercomplex 40 voor de Amazonas Nexus missie met de gelijknamige communicatiesatelliet van Hispasat.[6][7]
  - 2024 - Ontkoppeling van het Dragon ruimtevaartuig Freedom, met de bemanning van de Axiom Mission 3, en het ISS.[8]

## Geboren

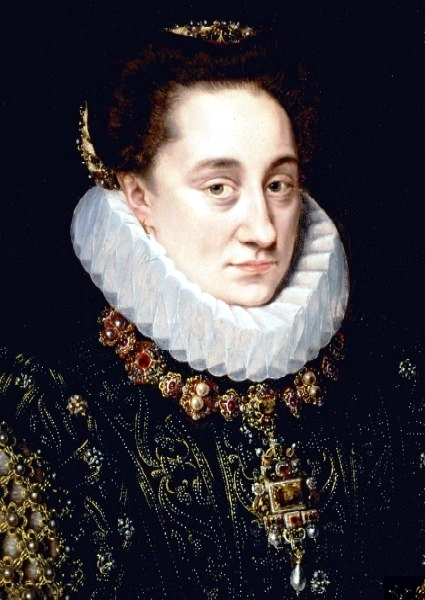
Maria van Nassau
geboren in 1556

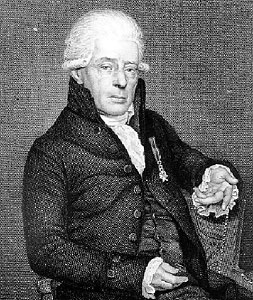
Rhijnvis Feith
geboren in 1753

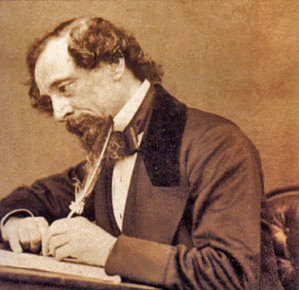
Charles Dickens
geboren in 1812

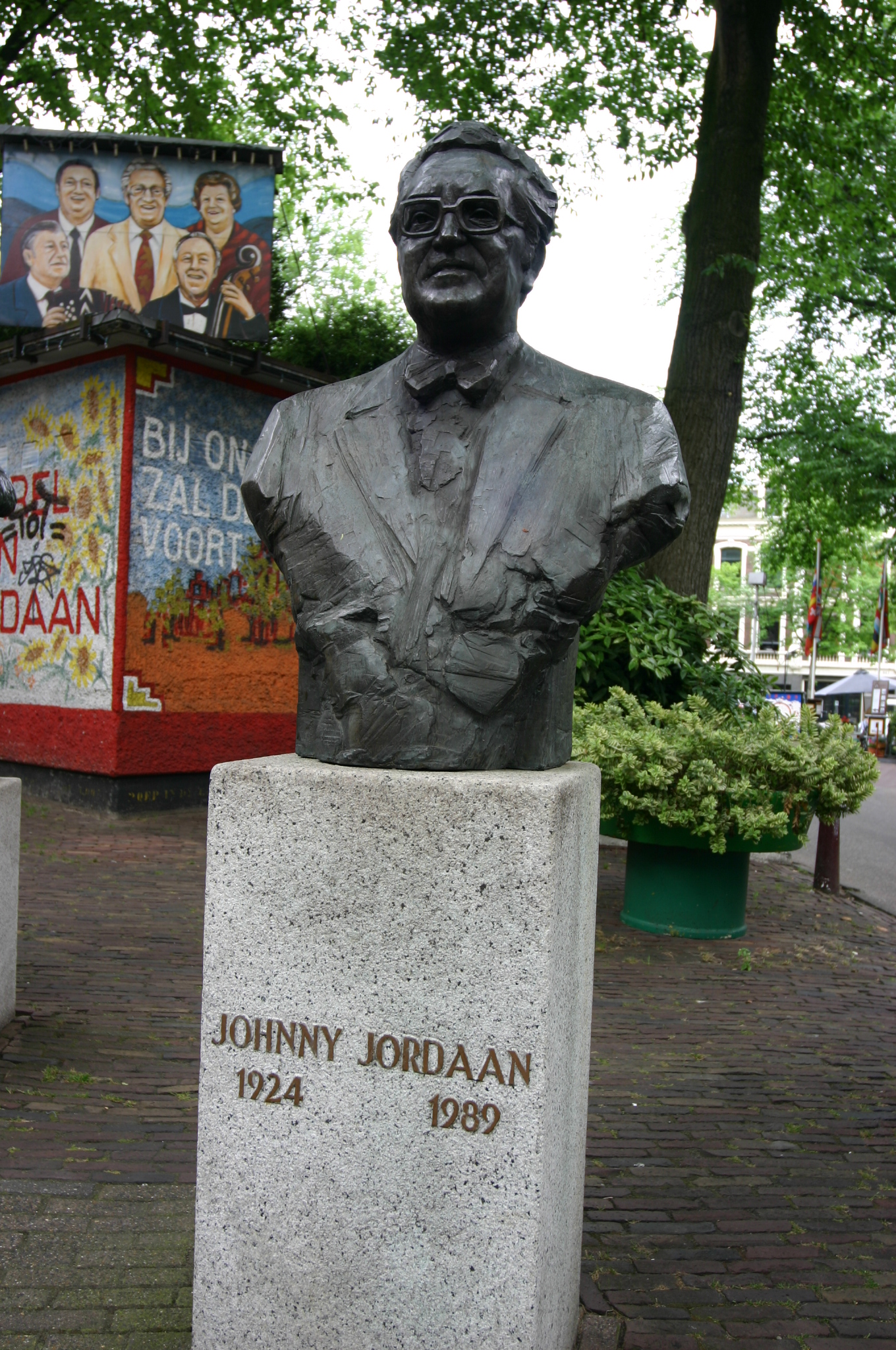
Johnny Jordaan
geboren in 1924

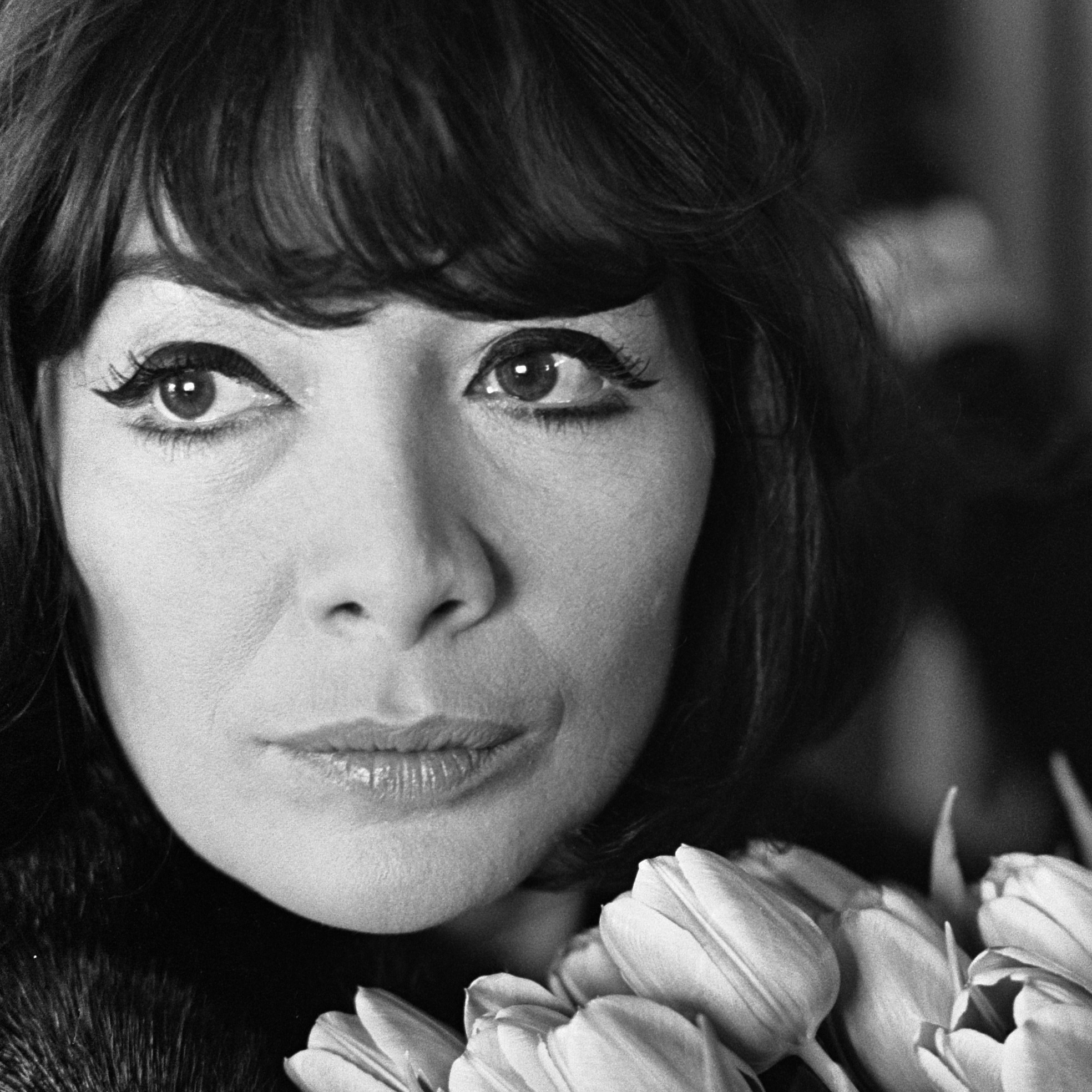
Juliette Gréco
geboren in 1927

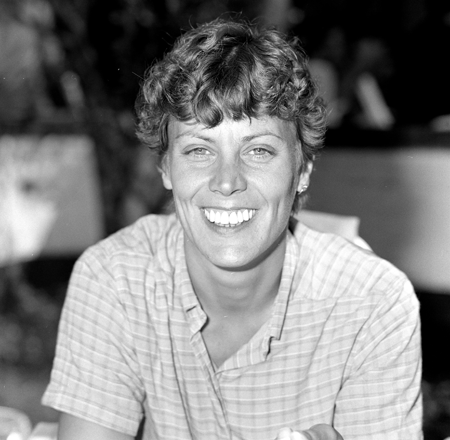
Yvonne Habets
geboren in 1948

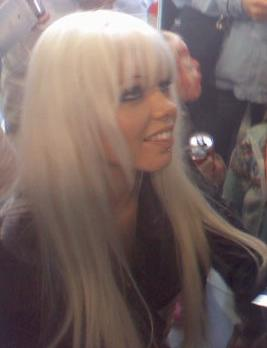
Kerli Kõiv
geboren in 1987

- 1478 - Sir Thomas More, Engels heilige, politicus en humanist, schrijver van Utopia (overleden 1535)
- 1556 - Maria van Nassau, tweede dochter van Willem van Oranje (overleden 1616)
- 1589 - Jacob de Witt, vader van Johan en Cornelis de Witt (overleden 1674)
- 1612 - Thomas Killigrew, Engels toneelschrijver (overleden 1683)
- 1688 - Maria Louise van Hessen-Kassel (overleden 1765)
- 1741 - Johann Heinrich Füssli, Zwitsers-Hongaars schilder (overleden 1825)
- 1753 - Rhijnvis Feith, Nederlands schrijver (overleden 1824)
- 1779 - Henricus Hosten, Belgisch politicus (overleden 1850)
- 1812 - Charles Dickens, Engels schrijver (overleden 1870)
- 1817 - Willem Egbert Kroesen, Nederlands militair, commandant van het Koninklijk Nederlandsch-Indisch Leger (overleden 1873)
- 1822 - Joaquín Gaztambide Garbayo, Spaans componist en dirigent (overleden 1870)
- 1838 - Alexander van Dedem, Nederlands politicus (overleden 1931)
- 1839 - Nicolaas Pierson, Nederlands bankier en politicus (overleden 1909)
- 1844 - Jan De Vos, Belgisch politicus (overleden 1923)
- 1848 - Adolf Weil, Duits arts, beschreef de ziekte van Weil (overleden 1916)
- 1862 - Bernard Maybeck, Amerikaans architect en hoogleraar (overleden 1957)
- 1867 - Laura Ingalls Wilder, Amerikaans schrijfster (overleden 1957)
- 1870 - Alfred Adler, Oostenrijks psycholoog en psychiater (overleden 1937)
- 1870 - Swami Atulananda, Nederlands monnik, lid van de ramakrishna-orde in India (overleden 1966)
- 1870 - Cornelis Dopper, Nederlands componist en dirigent (overleden 1939)
- 1871 - Wilhelm Stenhammar, Zweeds componist, pianist en dirigent (overleden 1927)
- 1873 - Thomas Andrews, ontwerper van de R.M.S Olympic Titanic en (H.M.H.S) Britannic (overleden 1912)
- 1877 - Camillo Caccia Dominioni, Italiaans curiekardinaal (overleden 1946)
- 1882 - Emil Jørgensen, Deens voetballer (overleden 1947)
- 1885 - Sinclair Lewis, Amerikaans schrijver (overleden 1951)
- 1885 - Hugo Sperrle, Duits veldmaarschalk (overleden 1953)
- 1886 - Jan Huijgen, Nederlands atleet (overleden 1964)
- 1889 - Josef Thorak, Oostenrijks beeldhouwer en medailleur (overleden 1952)
- 1889 - Jose Zulueta, Filipijns politicus (overleden 1972)
- 1889 - Harry Nyquist, Zweeds elektrotechnicus (overleden 1976)
- 1893 - Nicanor Abelardo, Filipijns componist (overleden 1934)
- 1894 - Cor Blekemolen, Nederlands wielrenner (overleden 1972)
- 1901 - A. den Doolaard, Nederlands schrijver en journalist (overleden 1994)
- 1905 - Ulf Svante von Euler, Zweeds fysioloog, farmacoloog en Nobelprijswinnaar (overleden 1983)
- 1905 - Paul Nizan, Frans romanschrijver, essayist, journalist, politicus en filosoof (overleden 1940)
- 1906 - Oleg Antonov, Sovjet-vliegtuigbouwer (overleden 1984)
- 1909 - Hélder Câmara, Braziliaans geestelijke (overleden 1999)
- 1909 - Silvio Zavala, Mexicaans historicus en diplomaat (overleden 2014)
- 1910 - Max Bense, Duits filosoof, schrijver en uitgever (overleden 1990)
- 1910 - Oscar Van Rumst, Belgisch atleet (overleden 1960)
- 1915 - Teoctist Arăpaşu, Roemeens patriarch van de Roemeens-orthodoxe Kerk (overleden 2007)
- 1915 - Georges-André Chevallaz, Zwitsers politicus (overleden 2002)
- 1918 - Jan de Haas, Nederlands SOE-agent, omgekomen in Mauthausen (overleden 1944)
- 1920 - Paul Bockstaele, Belgisch wiskundige en hoogleraar (overleden 2009)
- 1920 - An Wang, Chinees-Amerikaans informaticus en uitvinder (overleden 1990)
- 1921 - Trude Malcorps, Nederlands zwemster
- 1922 - Julien Coulommier, Belgisch fotograaf (overleden 2014)
- 1923 - Willem Augustin, Nederlands schaatser (overleden 2004)
- 1923 - Arie Elpert, Nederlands crimineel en pooier (overleden 1995)
- 1924 - Johnny Jordaan, Nederlands zanger (overleden 1989)
- 1924 - Wim Wesselink, Nederlands politicus (overleden 2017)
- 1925 - Tomisaku Kawasaki, Japans kinderarts (overleden 2020)
- 1925 - Romolo Valli, Italiaans acteur (overleden 1980)
- 1926 - Konstantin Feoktistov, Russisch ruimtevaarder en wetenschapper (overleden 2009)
- 1926 - Estanislao Karlic, Argentijns geestelijke (overleden 2025)
- 1926 - Jopie Knol, Nederlands politica (overleden 2022)
- 1926 - Mark Tajmanov, Russisch schaker (overleden 2016)
- 1927 - Herbert Albrecht, Oostenrijks beeldhouwer (overleden 2021)
- 1927 - Juliette Gréco, Frans zangeres en actrice (overleden 2020)
- 1927 - Bertie Hill, Brits ruiter (overleden 2005)
- 1930 - Bert Bouma, Nederlands voetballer (overleden 2022)
- 1930 - Henk Buck, Nederlands scheikundige (overleden 2023)
- 1932 - Miguel Cinches, Filipijns bisschop (overleden 2010)
- 1932 - Alfred Worden, Amerikaans astronaut (overleden 2020)
- 1934 - Piet Bukman, Nederlands politicus (CDA) (overleden 2022)
- 1934 - Eddie Fenech Adami, Maltees politicus
- 1935 - Herb Kohl, Amerikaans politicus (overleden 2023)
- 1936 - William Bennett, Brits fluitist (overleden 2022)
- 1936 - Luis Santibáñez, Chileens voetbaltrainer (overleden 2008)
- 1937 - Will van Selst, Nederlands acteur (overleden 2009)
- 1937 - Jean Van Slype, Belgisch atleet
- 1938 - Cayetano Ré, Paraguayaans voetballer en voetbalcoach (overleden 2013)
- 1938 - Franco Testa, Italiaans wielrenner (overleden 2025)
- 1940 - Toshihide Maskawa, Japans natuurkundige (overleden 2021)
- 1940 - Tony Tan Keng Yam, Singaporees president
- 1941 - Jan Pit, Nederlands zendeling, christelijk schrijver en spreker (overleden 2008)
- 1942 - Gareth Hunt, Brits acteur (overleden 2007)
- 1942 - Ton de Kok, Nederlands politicus
- 1943 - Harry Borghouts, Nederlands politicus
- 1943 - Peter Carey, Australisch schrijver
- 1943 - Eric Kamerling, Nederlands politicus (overleden 2021)
- 1943 - Margit Sponheimer, Duits zangeres en actrice
- 1943 - Jos van der Vleuten, Nederlands wielrenner (overleden 2011)
- 1944 - Berend-Jan van Voorst tot Voorst, Nederlands politicus (overleden 2023)
- 1945 - Claes Hake, Zweeds schilder en beeldhouwer
- 1945 - Pjeroo Roobjee, Belgisch kunstenaar
- 1946 - Gerard Bodifée, Belgisch wetenschapper
- 1946 - Héctor Babenco, Argentijns-Braziliaans filmregisseur (overleden 2016)
- 1947 - Wayne Allwine, Amerikaans stemacteur (o.a. Mickey Mouse) (overleden 2009)
- 1947 - Hans Kemmink, Nederlands modeontwerper en fotograaf (overleden 2022)
- 1948 - Hijn Bijnen, Nederlands-Surinaams activist, politicus en fotograaf (overleden 2021)
- 1948 - Yvonne Habets, Nederlands journaliste en televisiepresentatrice (overleden 2007)
- 1949 - Paul Couter, Belgisch gitarist (overleden 2021)
- 1949 - Daniel Jeandupeux, Zwitsers voetballer en voetbalcoach
- 1949 - Alan Lancaster, Brits bassist en zanger (Status Quo) (overleden 2021)
- 1949 - Bert Sommer, Amerikaans singer-songwriter en acteur (overleden 1990)
- 1950 - Mauro Bellugi, Italiaans voetballer (overleden 2021)
- 1950 - Carlos Delgado, Ecuadoraans voetballer
- 1951 - Mayte Mateos, Spaans popzangeres
- 1952 - Patricia De Landtsheer, Belgisch schrijfster
- 1952 - John Hickenlooper, Amerikaans politicus
- 1952 - Vasco Rossi, Italiaans zanger en songwriter
- 1953 - Ton van der Laaken, Nederlands korfballer, scheidsrechter en coach (overleden 2024)
- 1954 - Dieter Bohlen, Duits muzikant en muziekproducer
- 1955 - Miguel Ferrer, Amerikaans acteur (overleden 2017)
- 1956 - Mark St. John, Amerikaans gitarist (Kiss) (overleden 2007)
- 1958 - Giuseppe Baresi, Italiaans voetballer en voetbalcoach
- 1958 - Jan Anthonie Bruijn, Nederlands hoogleraar en politicus
- 1958 - Rita Thijs, Belgisch atlete
- 1959 - Sammy Lee, Engels voetballer en voetbalcoach
- 1959 - Mick McCarthy, Iers voetballer en voetbalcoach
- 1960 - René Cuperus, Nederlands cultuurhistoricus en columnist
- 1960 - Hans Van Laethem, Belgisch stadsomroeper van Ninove (overleden 2025)
- 1960 - James Spader, Amerikaans acteur
- 1960 - Mick Thomas, Australisch singer-songwriter
- 1962 - Garth Brooks, Amerikaans countryzanger
- 1962 - David Bryan, Amerikaans toetsenist (Bon Jovi)
- 1962 - Eddie Izzard, Brits acteur en komiek
- 1965 - Andrea Chiurato, Italiaans wielrenner
- 1965 - Chris Rock, Amerikaans acteur, komiek, scriptschrijver, televisie- en filmproducent en filmregisseur
- 1965 - Nicolai Vollquartz, Deens voetbalscheidsrechter
- 1966 - Marc Dollendorf, Belgisch atleet
- 1966 - Kristin Otto, Oost-Duits zwemster
- 1966 - Luketz Swartbooi, Namibisch atleet
- 1967 - Richie Burnett, Welsh darter
- 1967 - Andrea Evers, Nederlands gezondheidspsycholoog en hoogleraar (overleden 2025)
- 1968 - Petra Hillenius, Nederlands zwemster (overleden 2020)
- 1968 - Phillip Tahmindjis, Australisch schaatser
- 1968 - Mark Tewksbury, Canadees zwemmer
- 1969 - Richard Trautmann, Duits judoka
- 1971 - Chris Zegers, Nederlands televisiepresentator en acteur
- 1972 - Amon Tobin, Braziliaans muzikant
- 1973 - Andrea Ballerini, Italiaans motorcoureur
- 1974 - J Dilla, Amerikaans hiphopproducer en MC (overleden 2006)
- 1974 - Sergej Volkov, Russisch schaker
- 1975 - Rémi Gaillard, Frans komiek
- 1975 - Bo Henriksen, Deens voetballer en voetbaltrainer
- 1975 - Rafik Saïfi, Algerijns voetballer
- 1976 - Florent Brard, Frans wielrenner
- 1976 - Daisuke Oku, Japans voetballer (overleden 2014)
- 1977 - Christian Bouckenooghe, Nieuw-Zeelands voetballer
- 1977 - Simone Raineri, Italiaans roeier
- 1978 - Jop Joris, Nederlands acteur en presentator
- 1978 - Ashton Kutcher, Amerikaans acteur
- 1978 - Ivan Leko, Kroatisch voetballer
- 1978 - Daniel Van Buyten, Belgisch voetballer
- 1979 - Tawakkul Karman, Jemenitisch politica en mensenrechtenactiviste
- 1980 - Yvonne Frank, Duits hockeyster
- 1981 - Serge De Marre, Belgisch radiopresentator en reclamestem
- 1982 - Nicola Spirig, Zwitsers triatlete
- 1983 - Malcolm Howard, Canadees roeier
- 1983 - Christian Klien, Oostenrijks autocoureur
- 1984 - Andreas Giglmayr, Oostenrijks triatleet
- 1984 - Trey Hardee, Amerikaans atleet
- 1984 - Jessica Lindell-Vikarby, Zweeds skiester
- 1985 - Deborah Ann Woll, Amerikaans actrice
- 1986 - James Deen, Amerikaans pornoacteur
- 1986 - Gio, Nederlands zanger
- 1987 - Stoffel Bollu, Belgisch acteur
- 1987 - Kerli, Ests zangeres
- 1989 - Abdenasser El Khayati, Nederlands voetballer
- 1989 - Kathrine Rolsted Harsem, Noors langlaufster
- 1989 - Ani-Matilda Serebrakian, Armeens alpineskiester
- 1989 - Elia Viviani, Italiaans wielrenner
- 1990 - Neil Etheridge, Filipijns voetballer
- 1990 - Dalilah Muhammad, Amerikaans atlete
- 1992 - Sven Müller, Duits autocoureur
- 1992 - Sergi Roberto, Spaans voetballer
- 1992 - Clemens Schattschneider, Oostenrijks snowboarder
- 1992 - Joëlle Scheps, Nederlands zwemster
- 1992 - Ksenia Stolbova, Russisch kunstschaatsster
- 1994 - Kimmer Coppejans, Belgisch tennisser
- 1995 - Kyriakos Athanasiou, Cypriotisch voetbalscheidsrechter
- 1996 - Agnese Āboltiņa, Lets alpineskiester
- 1997 - Nicolò Barella, Italiaans voetballer
- 1996 - Pierre Gasly, Frans autocoureur
- 2000 - Joëlle Smits, Nederlands voetbalster
- 2001 - Roderick Hampton, Amerikaans basketballer
- 2002 - Romano Postema, Nederlands voetballer
- 2003 - Fenna Meijer, Nederlands voetbalster
- 2005 - Fieke Kroese, Nederlands voetbalster

## Overleden
- 399 - Nintoku, keizer van Japan
- 590 - Pelagius II, paus van Rome

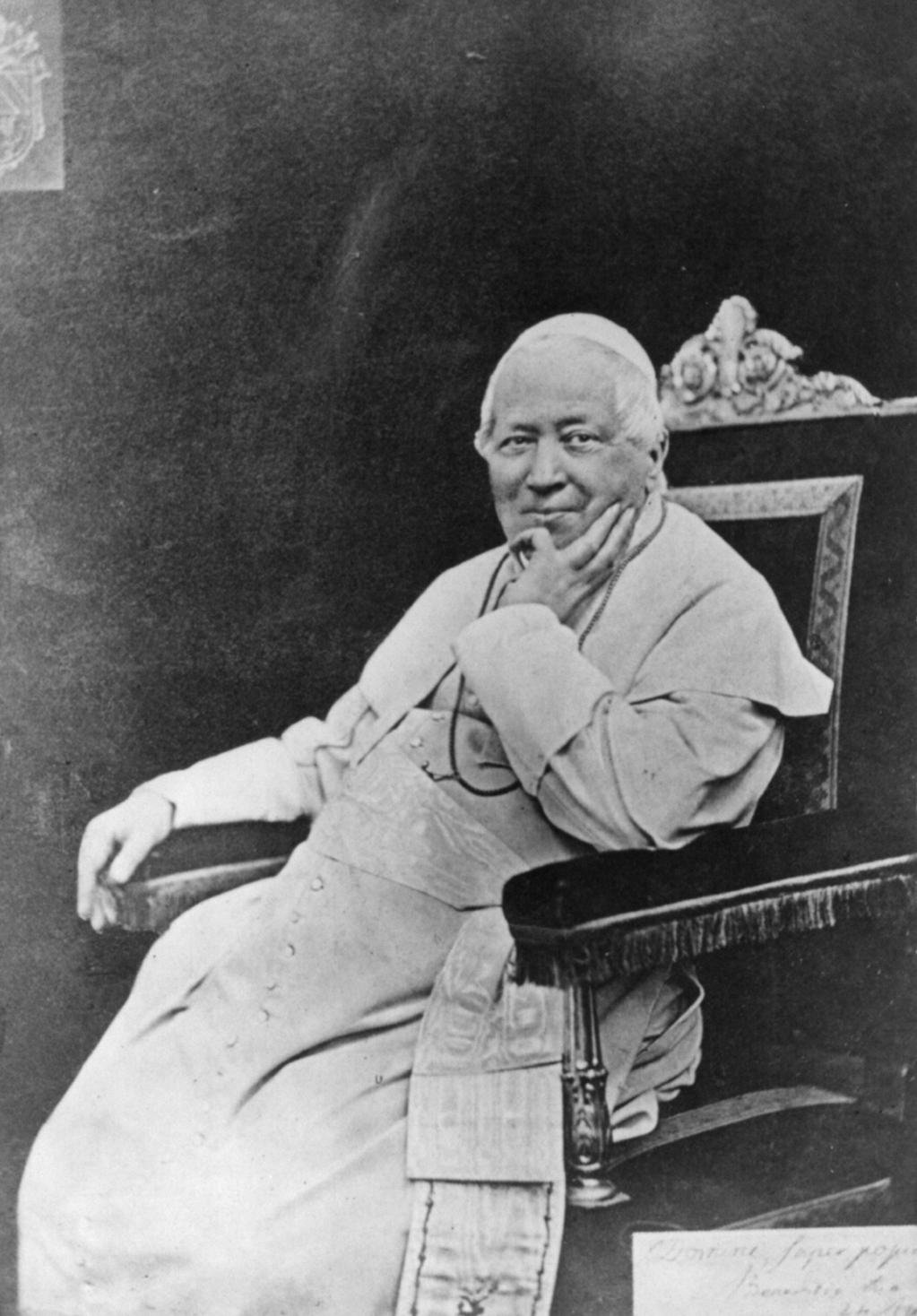
Paus Pius IX
overleden in 1878

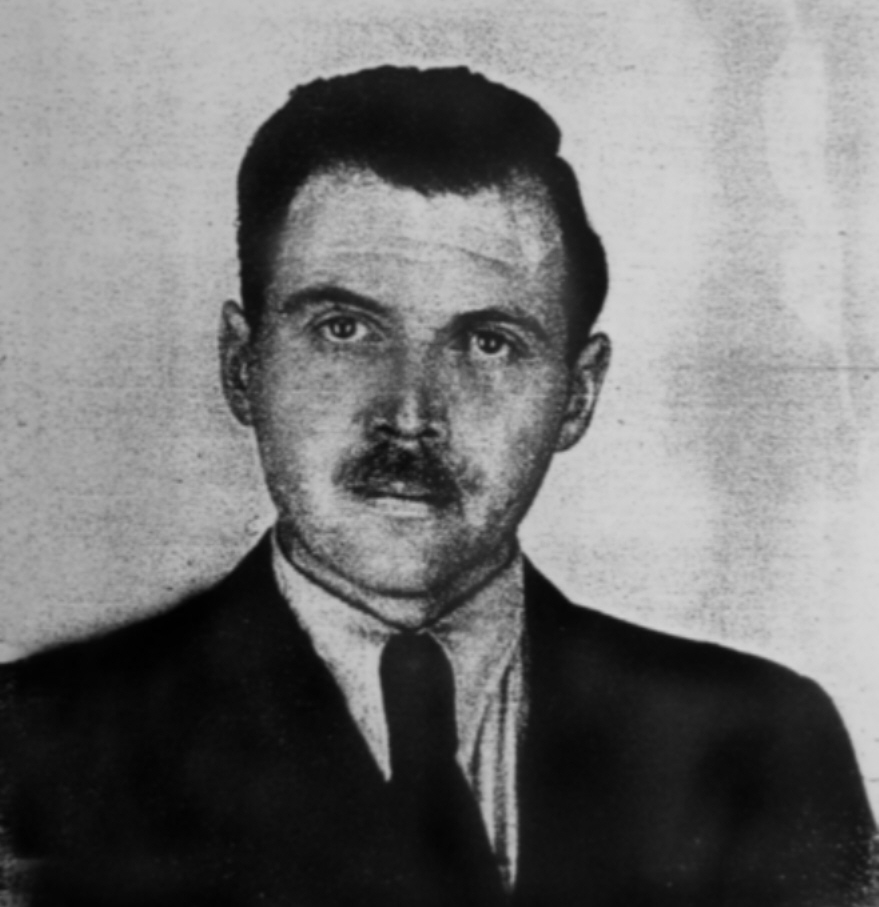
Josef Mengele
overleden in 1979

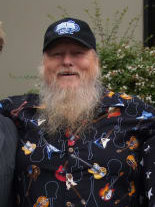
Mickey Jones
overleden in 2018

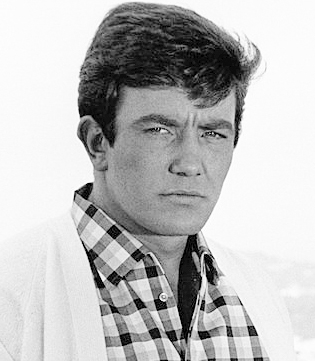
Albert Finney
overleden in 2019

- 999 - Boleslav II van Bohemen (ca. 79), hertog van Bohemen
- 1626 - Willem V van Beieren (78), zoon van hertog Albrecht V van Beieren en Anna van Oostenrijk
- 1652 - Gregorio Allegri (70), Romeins priester en componist
- 1779 - William Boyce (67), Brits componist
- 1808 - Jan van Os, Nederlands kunstschilder
- 1857 - Félix de Mérode (65),  Belgisch politicus en schrijver
- 1823 - Ann Radcliffe, Engels schrijfster van gothic novels
- 1862 - František Škroup (60), Tsjechisch componist
- 1878 - Paus Pius IX (85)
- 1904 - Victor Besme (±70), Belgisch beëdigd landmeter
- 1933 - Albert Apponyi (86), Hongaars politicus
- 1942 - Ivan Bilibin (65), Russisch illustrator
- 1942 - Dorando Pietri (56), Italiaans atleet
- 1944 - Gustave Van den Broeck (78), Belgisch politicus
- 1949 - Poul Heegaard (76), Deens wiskundige
- 1963 - Peter Mitchell-Thomson (49), Brits pair en autocoureur
- 1965 - Viggo Brodersen (85), Deen componist/organist
- 1978 - Henri Pavillard (72), Frans voetballer
- 1979 - Josef Mengele (67), Duits arts en nazioorlogsmisdadiger
- 1983 - Alfonso Calzolari (95), Italiaans wielrenner
- 1985 - Georges Gramme (58), Belgisch drukker en politicus
- 1985 - Matt Monro (54), Brits zanger
- 1986 - Armand Preud'homme (81), Belgisch componist
- 1986 - Leslie Southwood (80), Brits roeier
- 1988 - Jacob van der Gaag (83), Nederlands verzetsstrijder en diplomaat
- 1989 - Gilbert Simondon (64), Frans filosoof
- 1990 - Alan Perlis (67), Amerikaans informaticus
- 1990 - Jimmy Van Heusen (77), Amerikaans componist
- 1993 - Koen van der Gaast (69), Nederlands architect
- 1993 - Buddy Pepper (70), Amerikaans acteur en songwriter
- 1994 - Witold Lutosławski (81), Pools componist
- 1995 - Massimo Pallottino (85), Italiaans archeoloog
- 1997 - Jose Garcia Villa (88), Filipijns dichter
- 1999 - Koning Hoessein (63), koning van Jordanië
- 1999 - Andrew Keller (73), Brits fysicus
- 1999 - Umberto Maglioli (70), Italiaans autocoureur
- 1999 - Bobby Troup (80), Amerikaans muzikant en acteur
- 2000 - Big Pun (28), Amerikaans rapper
- 2000 - Henk Dahlberg (59), Surinaams geoloog, bestuurder en politicus
- 2001 - Anne Morrow Lindbergh (94), Amerikaans luchtvaartpionier en auteur (echtgenote van Charles Lindbergh)
- 2002 - Jack Fairman, (88), Brits autocoureur
- 2003 - Malcolm Roberts (58), Brits zanger
- 2005 - Paul Wilking (Pistolen Paultje) (80), Nederlands crimineel
- 2006 - Elton Dean (60), Brits jazzmusicus
- 2007 - Alan MacDiarmid (79), Nieuw-Zeelands-Amerikaans scheikundige en Nobelprijswinnaar
- 2007 - Thijs Roks (76), Nederlands wielrenner
- 2007 - Pieter Stolk (61), Nederlands musicus en dirigent
- 2007 - George van der Wagt (75), Nederlands monumentaal kunstenaar
- 2008 - Andrew Bertie (78), Brits aristocraat
- 2008 - Benny Neyman (56), Nederlands zanger
- 2008 - John Wright (60), Engels folkzanger
- 2009 - Molly Bee (69), Amerikaans countryzangeres
- 2009 - Jack Cover (88), Amerikaans natuurkundige (uitvinder van het stroomstootwapen)
- 2009 - Blossom Dearie (82), Amerikaans jazzzangeres
- 2009 - Reg Evans (80), Australisch acteur
- 2009 - Jacques Lancelot (88), Frans klarinettist
- 2009 - Jorge Reyes (56), Mexicaans progressief rockmuzikant en componist
- 2009 - Robert Stromberger (78), Duits acteur en regisseur
- 2010 - Franco Ballerini (45), Italiaans wielrenner en wielercoach
- 2010 - Farroukh Qasim (61/62), Tadzjieks toneelspeler, -schrijver en -regisseur
- 2013 - Roscoe Chenier (71), Amerikaans blueszanger en -muzikant
- 2014 - Ernst Bakker (67), Nederlands politicus en burgemeester
- 2015 - Billy Casper (83), Amerikaans golfer en golfbaanontwerper
- 2015 - Joe Mauldin (74), Amerikaans bassist en songwriter
- 2015 - John C. Whitehead (92), Amerikaans bankier
- 2016 - Berre Bergen (53), Belgisch bassist
- 2017 - Svend Asmussen (100), Deens jazzviolist
- 2017 - Richard Hatch (71), Amerikaans acteur
- 2017 - Hans Rosling (68), Zweeds medicus en statisticus
- 2017 - Tzvetan Todorov (77), Bulgaars-Frans filosoof en wetenschapper
- 2018 - Mickey Jones (76), Amerikaans acteur en drummer
- 2018 - Wil Merkies (86), Nederlands journaliste
- 2018 - Herman Münninghoff (96), Nederlands bisschop
- 2018 - Hans Vrakking (76), Nederlands jurist
- 2019 - Albert Finney (82), Brits acteur
- 2019 - Alfred Lecerf (70), Belgisch politicus
- 2019 - Jan Olszewski (88), Pools politicus, advocaat en publicist
- 2019 - Frans Uijen (92), Nederlands politicus
- 2020 - Lenin el-Ramly (74), Egyptisch schrijver en regisseur
- 2020 - Li Wenliang (34), Chinees arts
- 2020 - Hans Ueli Hohl (90), Zwitsers politicus
- 2021 - Leslie Laing (95), Jamaicaans atleet
- 2021 - Mario Osbén (70), Chileens voetbaldoelman
- 2021 - Giuseppe Rotunno (97), Italiaans cameraman
- 2021 - Moufida Tlatli (73), Tunesisch filmregisseur en politica
- 2022 - Jacques Calonne (91), Belgisch musicus en beeldend kunstenaar
- 2022 - Zbigniew Namysłowski (82), Pools jazzmuzikant
- 2022 - Douglas Trumbull (79), Amerikaans filmproducent en filmregisseur
- 2023 - Jo-El Azara (Joseph Loeckx) (85), Belgisch stripauteur
- 2023 - Luc Devliegher (95), Belgisch kunsthistoricus
- 2023 - Ahmet Eyüp Türkaslan (28), Turks voetballer
- 2023 - Luc Winants (60), Belgisch schaker
- 2024 - Luigi Arienti (87), Italiaans wielrenner
- 2024 - Ton van der Laaken (71), Nederlands korfballer, scheidsrechter en coach
- 2024 - Mojo Nixon (Neill Kirby McMillan jr.) (66), Amerikaans muzikant en acteur
- 2025 - Tony Roberts (85), Amerikaans acteur
- 2025 - Henk Versnel (88), Nederlands hoogleraar, classicus en historicus
- 2025 - Frans van Woerden (78), Nederlands literair vertaler

## Viering/herdenking

Grenada Onafhankelijksdag

- Grenada: Onafhankelijkheidsdag (1974)
- Dag van de Noordelijke territoria (Jap.: Hoppō ryōdo no hi 北方領土の日) - Japan gedenkt het irredentisme van de zuidelijke Koerilen
- Rooms-Katholieke kalender:
  - Heilige Amolvinus van Lobbes († rond 750)
  - Heilige Chrysolius (de Armeniër) (van Doornik) († eind 3e eeuw) - Gedachtenis (in Bisdom Brugge en Bisdom Doornik)
  - Heilige Johannes van Triora († 1816)
  - Heilige Theodorus Stratelates († 319)
  - Heilige Tressan van Avenay († 550)
  - Heilige Richard de Pelgrim († c. 720)
  - Heilige Fidelis van Méridam († c. 570)
  - Zalige Pius IX († 1878)
  - Zalige Eugenia Smet († 1871)

## Weerextremen

### Nederland
| | Officiële records | Officiële records | Officiële records |      | Landelijke records       | Landelijke records | Landelijke records                                                                      |
| Gebeurtenis | Jaar              | Extreem           | Locatie           | Jaar | Extreem                  | Locatie            |                                                                                         |
| --- | ----------------- | ----------------- | ----------------- | ---- | ------------------------ | ------------------ | --------------------------------------------------------------------------------------- |
| Laagste etmaalgemiddelde temperatuur (°C) | 1942              | −10,5             | De Bilt           |      | 1942                     | −10,5              | De Bilt, Maastricht                                                                     |
| Hoogste etmaalgemiddelde temperatuur (°C) | 1990              | 11,2              | De Bilt           |      | 1990                     | 11,6               | Marknesse                                                                               |
| Laagste minimumtemperatuur (°C) | 2012              | −15,3             | De Bilt           |      | 2012                     | −19,9              | Lelystad                                                                                |
| Hoogste minimumtemperatuur (°C) | 2001              | 9,0               | De Bilt           |      | 2001                     | 9,6                | Woensdrecht                                                                             |
| Laagste maximumtemperatuur (°C) | 1942              | −7,5              | De Bilt           |      | 1942                     | −7,8               | Maastricht                                                                              |
| Hoogste maximumtemperatuur (°C) | 1990              | 14,7              | De Bilt           |      | 1990                     | 15,0               | Eindhoven                                                                               |
| Hoogste uurgemiddelde windsnelheid (m/s) | 1913              | 14,9              | De Bilt           |      | 1913 1990                | 22,1               | Vlissingen Huibertgat                                                                   |
| Hoogste windstoot (m/s) | 1970              | 23,1              | De Bilt           |      | 1999                     | 32,0               | Hoofdplaat                                                                              |
| Langste zonneschijnduur (uur) | 1919, 1935        | 8,6               | De Bilt           |      | 2005 2012 2018 2020 2023 | 8,7                | Vlissingen Ell, Maastricht, Vlissingen, Westdorpe Wilhelminadorp Volkel Ell, Maastricht |
| Langste neerslagduur (uur) | 2021              | 14,5              | De Bilt           |      | 2021                     | 20,0               | Hoogeveen                                                                               |
| Hoogste etmaalsom van de neerslag (mm) | 2014              | 14,3              | De Bilt           |      | 1984                     | 22,5               | Maastricht                                                                              |
| Laagste etmaalgemiddelde relatieve vochtigheid (%) | 1919              | 62                | De Bilt           |      | 1939                     | 57                 | Maastricht                                                                              |
| Laagste uurwaarde luchtdruk op zeeniveau (hPa) | 1974              | 979,6             | De Bilt           |      | 1974                     | 979,0              | Volkel                                                                                  |
| Hoogste uurwaarde luchtdruk op zeeniveau (hPa) | 1960              | 1044,6            | De Bilt           |      | 1960                     | 1046,5             | Leeuwarden                                                                              |
| Officiële records worden altijd gemeten op het KNMI-weerstation in De Bilt. Landelijke records kunnen worden gemeten op elk officieel KNMI-weerstation in Nederland. |                   |                   |                   |      |                          |                    |                                                                                         |

Uitzonderlijke gebeurtenissen
- 1990 - Eerste landelijke zachte dag van het jaar gemeten in Eindhoven (maximumtemperatuur ≥ 15 °C op een officieel weerstation)
- 2023 - Officieel laagste etmaalgemiddelde temperatuur in °C van februari dit jaar gemeten in De Bilt: −0,3
- 2023 - Landelijk laagste etmaalgemiddelde temperatuur in °C van februari dit jaar gemeten in Hupsel: −1,4
- 2023 - Landelijk laagste maximumtemperatuur in °C van februari dit jaar gemeten in Wilhelminadorp: 3,1
- 2024 - Officieel laagste minimumtemperatuur in °C van februari dit jaar gemeten in De Bilt: −0,2 (voorlopig). Samen met 8 en 28 februari

### België
Dagrecords
- 1895 - Laagste etmaalgemiddelde temperatuur −11,5 °C
- 2001 - Hoogste etmaalgemiddelde temperatuur 10,8 °C
- 1895 - Laagste minimumtemperatuur −17,9 °C. Dit is de laagste minimumtemperatuur ooit in de maand februari.
- 1990 - Hoogste maximumtemperatuur 15 °C
- 2024 - Hoogste etmaalsom van de neerslag 29 mm[11]

Uitzonderlijke gebeurtenissen
- 1972 - De neerslag die in België valt bevat zand uit de Sahara.
- 1991 - De minima dalen tot –20,8 °C in Libramont (Libramont-Chevigny) en –13,1 °C in Ukkel.
- 2012 - De minima liggen rond −20 °C op sommige plekken. In Ukkel ligt de maximumtemperatuur op −5,3 °C.

<< · 1 · 2 · 3 · 4 · 5 · 6 · 7 · 8 · 9 · 10 · 11 · 12 · 13 · 14 · 15 · 16 · 17 · 18 · 19 · 20 · 21 · 22 · 23 · 24 · 25 · 26 · 27 · 28 · 29 · (30) · >>